# George Allen
George Felix Allen, född 8 mars 1952 i Whittier i Kalifornien, är en amerikansk politiker som varit Virginias guvernör och ledamot (senator) i USA:s senat för samma delstat. 

## Biografi
Allen började sin akademiska bana på UCLA 1970 med hjälp av ett stipendium för att spela amerikansk fotboll. Efter ett år valde han att flytta till University of Virginia där han tog en kandidatexamen 1974. 
Under primärvalet 1976 var George Allen ordförande för Young Virginians for Reagan. Ronald Reagan förlorade visserligen nomineringen till Gerald Ford, men han vann primärvalet i Virginia.  
År 1982 valdes han in i Virginias delstatsparlament där han med tiden även blev vice gruppledare för den republikanska minoritetsgruppen. Efter närmare ett decennium som delstatspolitiker tog han steget upp och blev ledamot i representanthuset. Efter två år valde George Allen att lämna kongressen för att ställa upp i guvernörsvalet. Han drev en ”tough-on-crime”-kampanj där löftet om att förbjuda villkorlig frigivning var en av hörnpelarna. Han vann en jordskredsseger med en marginal på närmare 17 procent och blev den första att någonsin vinna ett guvernörsval i Virginia med en marginal på över en miljon röster. 
George Allen blev senator 2000 och var 2003–2004 ordförande för National Republican Senatorial Committee, en organisation som hjälper till att få republikaner valda till senaten. 
Han förlorade ett väldigt jämnt val 2006 till före detta marinministern Jim Webb. Som republikan mötte han motgång på grund av den impopulära presidenten George W. Bush och Irakkriget. Under sin omvalskampanj fick han uppmärksamhet för att under ett kampanjtal ha kallat sin motståndare Jim Webbs medhjälpare, som var av indiskt ursprung men född och levt hela sitt liv i Virginia, för Macaca och välkomnade denne till Amerika. Det har diskuterats huruvida detta var ett rasistiskt slagord. Händelsen fångades på kamera och hamnade snabbt på Youtube där videon snabbt spreds.
Inför presidentvalet 2008 omnämndes Allen som en möjlig kandidat men de flesta av hans möjligheter försvann när han förlorade omvalet till senaten.
År 2012 försökte Allen återvända till senaten men förlorade senatsvalet mot före detta guvernören Tim Kaine.
George Allen är son till Washington Redskins- och Los Angeles Rams-tränaren George Herbert Allen.